# Diafounou
Diafounou fou una regió de la part occidental de Kaarta, poblada per soninkes. La capital del Diafounou era Gouri.
Nourou, fill d'Ahmadu Tall de Ségou, fou nomenat rei feudatari a Diafounou als anys 1870, però fou ràpidament expulsat per la població quan va intentar imposar forts impostos. Es va refugiar al país Diombokho amb el seu germà Bassirou. Moult Aga de Nioro i Bassirou de Diombokho van envair Diafanou, es van repartir el botí, i van restaurar a Nuorou que va haver d'acceptar una sèrie de condicions. Però després Moult Aga va demanar a Bassirou de llicenciar l'exèrcit, al que aquest es va oposar i es va tancar a Kouniakary, però avançat el 1876 va marxar cap a Ségou però va retornar per combatre els maures que venien del Sero; al cap d'aquesta província, Moribou, li va exigir fer tornar als maures el que havien pres, el que era impossible. Moult Aga no li volia donar suport però finalment els dos germans van unir les seves forces militars quan Nourou va ser expulsat del seu govern per segona vegada; van entrar a Diafanou i després d'un combat de sis hores van ocupar Tambacara. El cap local de Sero, Moribou, va resultar mort amb quasi tota la seva família. Allí foren atacats a la nit per la gent d'altres poblacions del Diafounou; els combat va durar fins al matí; l'endemà a la nit es va tornar a reproduir la lluita; al matí del tercer dia Moult Aga de Nioro va atacar Gouri on l'exèrcit local de Diafounou fou dispersat. Els derrotats van acceptar pagar una multa i accepten altre cop per rei a Nourou. Bassioru i Moult Aga van retornar a les seves seus el 1877 i la pau va quedar restablerta.
El 21 de desembre de 1890 Archinard va arribar a Gouri, on va rebre els representants de les comarques de la província que es van declarar favorables a França.